# الحجفة (ذي السفال)

تعديل مصدري - تعديل

الحجفة هي إحدى قرى عزلة حبير بمديرية ذي السفال التابعة لمحافظة إب، بلغ تعداد سكانها 545 نسمة حسب تعداد اليمن لعام 2004.